# Mramorovo pri Pajkovem
Mramorovo pri Pajkovem – wieś w Słowenii, w gminie Bloke. W 2020 roku liczyła 14 mieszkańców.